# Arak (Iran)
Arak is de hoofdstad van de provincie Markazī van Iran en telt 484.000 inwoners (2011). Het is tevens een van de industriële steden in Iran, en heeft een groot aantal fabrieken binnen de grenzen voor zware industrie, in het bijzonder voor de metaal- en machinebouwindustrie. De oude naam van Arak is Soltan-abad.
In 2002 werd onthuld dat bij Arak een zwaarwaterreactor in aanbouw was, onderdeel van het atoomprogramma van Iran.

## Geboren
- Jahangir Razmi (1947), Iraans fotograaf
- Kader Abdolah (1954), Iraans-Nederlands schrijver
- Mansour Bahrami (1956), Iraans seniorproftennisser

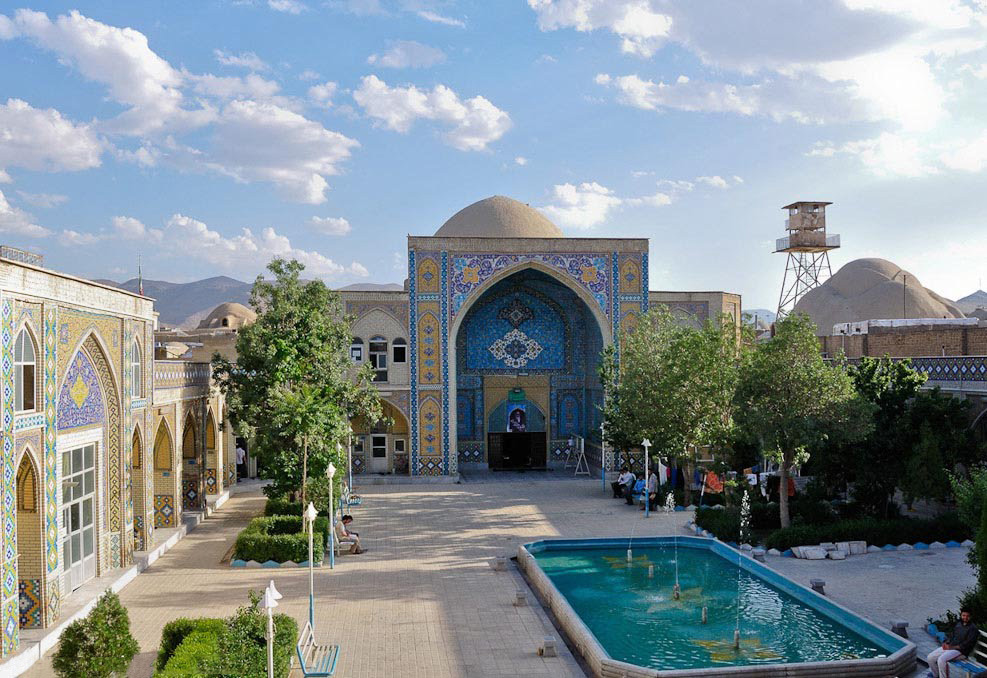
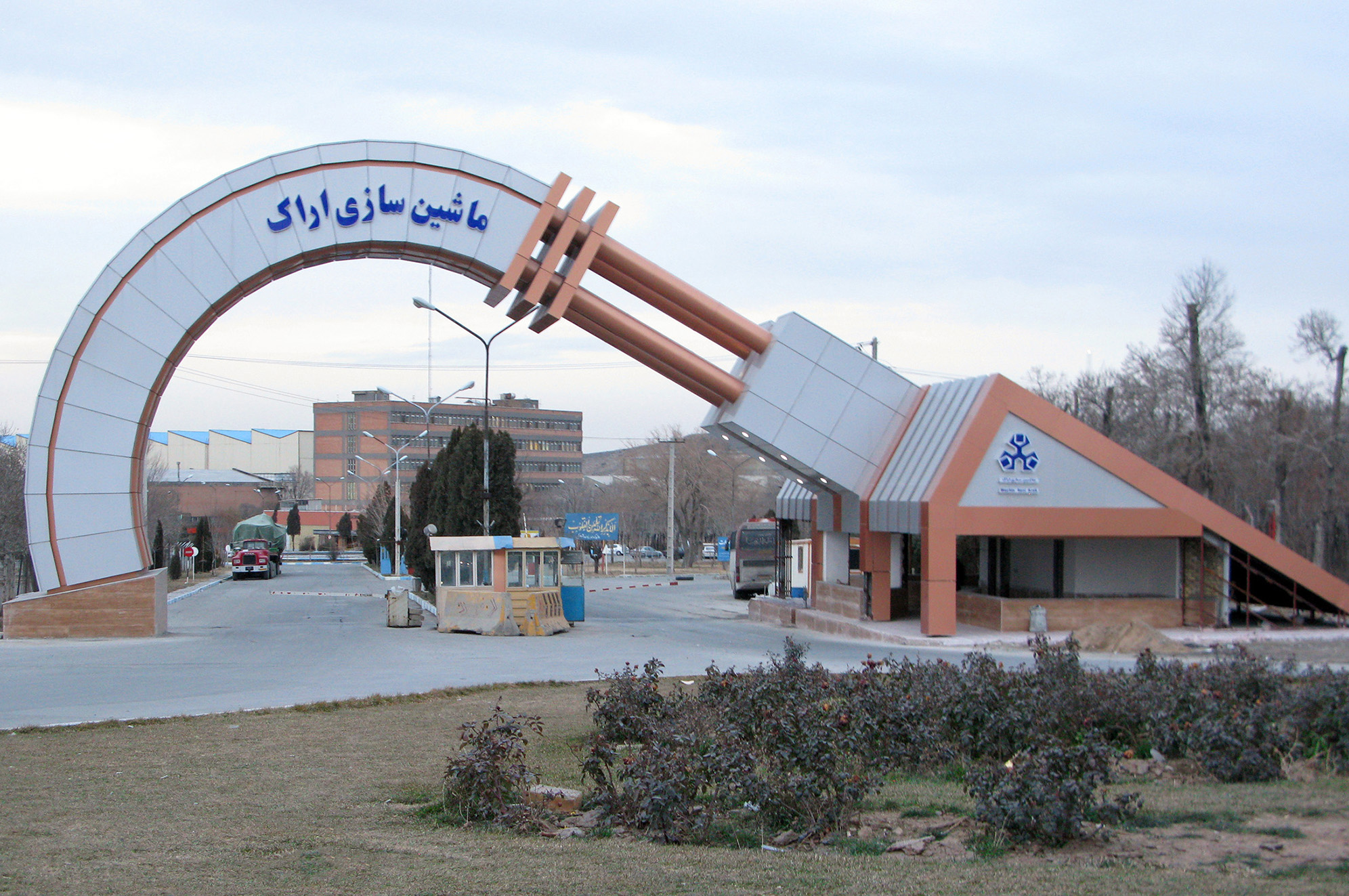